# Eupithecia dissonans
Eupithecia dissonans là một loài bướm đêm trong họ Geometridae.